# Премия Кампе де Ферье
Премия Кампе де Ферье (англ. Kampé de Fériet Award) —  международная награда в области обработки информации и учёта неопределённостей. Учреждена в память математика Жозефа Кампе де Ферье. Вручается с 1992 года раз в два года на конференции Information Processing and Management of Uncertainty. Среди награждённых три лауреата Нобелевской премии  .

## Награждения
- 1992 — Лотфи Заде [3]
- 1994 —  Илья Романович Пригожин
- 1996 — Toshiro Terano [4]
- 1998 —  Эрроу, Кеннет Джозеф
- 2000 — Ричард Джеффри[англ.]
- 2002 — Артур Демпстер[англ.] [5]
- 2004 — Янош Ацель[англ.][6]
- 2006 —  Даниэль Канеман
- 2008 — Энрике Трильяс Руис[исп.][1]
- 2010 — James Bezdek
- 2012 — Michio Sugeno
- 2014 — Владимир Наумович Вапник [7]
- 2016 — Джозеф Халперн[англ.] [8]